# Journal of Osteopathic Medicine
Il Journal of Osteopathic Medicine, abbreviato anche come JOM, è una rivista medica ad accesso aperto e sottoposta a revisione paritaria. Essa è pubblicata mensilmente dall'American Osteopathic Association.
La rivista pubblica principalmente ricerche originali e articoli editoriali. Il caporedattore è Ross Zafonte. Fondata nel 1901, la rivista si chiamava Journal of the American Osteopathic Association fino a gennaio 2021, quando ha adottato il nome attuale.
Gli abstract e gli articoli sono indicizzati da PubMed/MEDLINE. Pubblica case report, immagini cliniche, editoriali, meta-analisi, ricerche originali e articoli di revisione su tutte le principali aree della medicina, compresa la medicina osteopatica manipolativa. La rivista pubblica anche contenuti sull'educazione medica, l'etica e la riforma sanitaria.

## Storia
La rivista fu fondata nel 1901. Durante il primo anno di vita fu pubblicata bimestralmente; a partire dal 1902 divenne mensile.
Nel gennaio 2020, il JAOA mutò il suo nome in Journal of Osteopathic Medicine.  Lo stesso mese, la rivista iniziò ad essere pubblicata in modalità di acesso aperto ed esclusivamente online.